# Linnaemya metocha
Linnaemya metocha är en tvåvingeart som beskrevs av Cantrell 1985. Linnaemya metocha ingår i släktet Linnaemya och familjen parasitflugor. Inga underarter finns listade i Catalogue of Life.